# Caparca
Caparca (albanisch auch Caparcë, serbisch Цапарце Caparce) ist eine Ortschaft im Südwesten des Kosovo und gehört zur Gemeinde Prizren.

## Geographie

### Lage
Caparca befindet sich im Südwesten des Kosovo nördlich der Stadt Prizren. Es liegt zwischen der Autostrada R 7 und M-25. Benachbarte Ortschaften sind südlich Shpenadia, südöstlich Lutogllava und Malësia e Re, nordöstlich Gelanca sowie auf der anderen Seite der Autobahn im Nordwesten Novaka und im Südwesten Velezha.

### Klima
|                        | Jan  | Feb  | Mär  | Apr  | Mai  | Jun  | Jul  | Aug  | Sep  | Okt  | Nov | Dez  |   |     |
| Mittl. Temperatur (°C) | 0,6  | 3,2  | 7,6  | 11,9 | 16,5 | 20,2 | 22,3 | 22   | 18,5 | 12,8 | 6,4 | 2    | ⌀ | 12  |
| Mittl. Tagesmax. (°C)  | 3,7  | 6,8  | 12,4 | 17,1 | 22,5 | 26,3 | 28,7 | 28,7 | 24,9 | 17,9 | 9,9 | 4,9  | ⌀ | 17  |
| Mittl. Tagesmin. (°C)  | −2,5 | −0,3 | 2,8  | 6,7  | 10,6 | 14,1 | 15,9 | 15,4 | 12,2 | 7,8  | 3   | −0,8 | ⌀ | 7,1 |
|                        |      |      |      |      |      |      |      |      |      |      |     |      |   |     |
| Niederschlag (mm)      | 73   | 66   | 65   | 69   | 78   | 55   | 49   | 46   | 63   | 78   | 97  | 88   | Σ | 827 |

| −2,5 |

| −0,3 |

| 2,8 |

| 6,7 |

| 10,6 |

| 14,1 |

| 15,9 |

| 15,4 |

| 12,2 |

| 7,8 |

| 3 |

| −0,8 |

| −2,5 |

| −0,3 |

| 2,8 |

| 6,7 |

| 10,6 |

| 14,1 |

| 15,9 |

| 15,4 |

| 12,2 |

| 7,8 |

| 3 |

| −0,8 |

## Geschichte
Das Königreich Serbien eroberte im Zuge des Ersten Balkankrieges den Kosovo. Das Königreich richtete eine Militärverwaltung ein, in der Caparca Teil der neu geschaffenen Gemeinde Novak wurde. Sie gehörte zum Srez Šar des Okrug Prizren. Am 6. Januar 1929 wurde diese Verwaltungsgliederung aufgelöst, woraufhin das Gebiet Teil der neu geschaffenen Vardarska banovina innerhalb des Königreich Jugoslawiens wurde.

## Bevölkerung

### Ethnien
Die Volkszählung aus dem Jahr 2011 ergab, dass in Caparca 848 Menschen wohnen. Von ihnen waren 818 (96,46 %) Albaner und 28 (3,30 %) Balkan-Ägypter. Die restlichen 3 Personen gaben keine Antwort bezüglich ihrer ethnischen Zugehörigkeit.

### Religion
720 Personen deklarierten sich als Muslime, 125 als römisch-katholisch und von 3 Personen ist keine Antwort in Bezug auf die Religion vorhanden.
| Zensus    | 1919 | 1948 | 1953 | 1961 | 1971 | 1981 | 1991 | 2011 |
| --------- | ---- | ---- | ---- | ---- | ---- | ---- | ---- | ---- |
| Einwohner | 104  | 185  | 205  | 271  | 400  | 532  | 628  | 848  |

Bei der 1919 durchgeführten Volkszählung wurden im Dorf 19 Häuser mit 104 – allesamt albanischen – Einwohnern erfasst. Sie teilten sich auf in 10 muslimische Haushalte mit 55 Bewohnern und 9 katholische Haushalte mit 49 Bewohnern.